# قائمة قصور الكويت

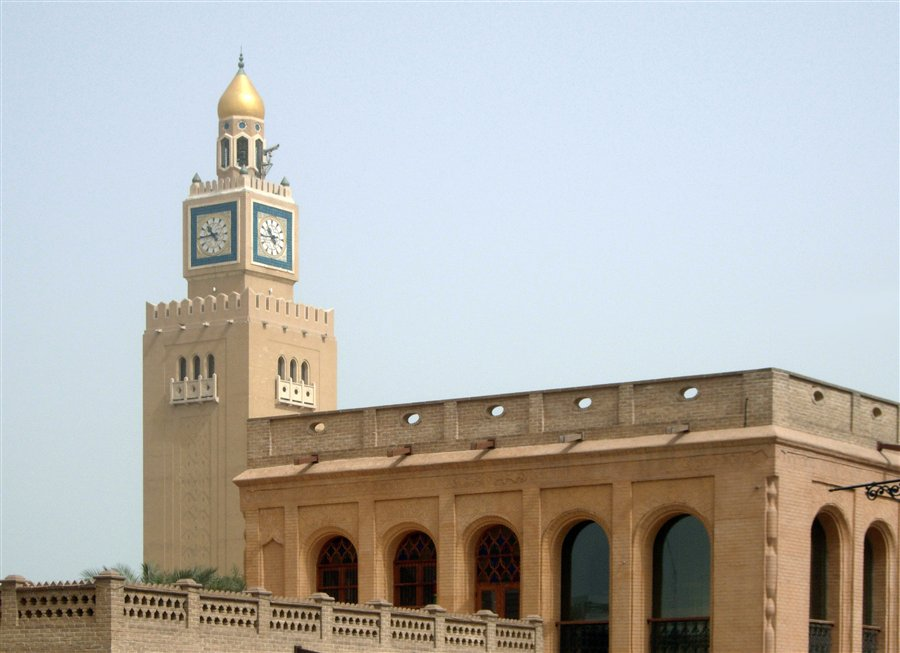
قصر السيف

قصر هو مقرإقامة كبير، وخاصة ما يتعلق بالمقرات الملكية والرئاسية، أو الأعيان رفيعي المستوى، كالأساقفة، كما يطلق قصر على المباني الفخمة والمزخرفة.

## قائمة قصور الكويت
تحتوي هذه القائمة على أسماء قصور في الكويت.
- القصر الأحمر (الكويت)
- دار اليمامة
- دار سلوى

- قصر السلام (الكويت)
- قصر السيف
- قصر العدل (الكويت)
- قصر بيان
- قصر خزعل (الكويت)
- قصر دسمان
- قصر مشرف
- قصر نايف